# La bottega del barbiere
La bottega del barbiere (Barbershop) è un film del 2002 diretto da Tim Story, prodotto da State Street Pictures e distribuito da Metro-Goldwyn-Mayer. I protagonisti sono Ice Cube, Cedric the Entertainer e Anthony Anderson, ma il film è stato un trampolino di lancio per altri attori agli inizi, come Michael Ealy e Eve.
Nel 2004 è stato realizzato un sequel intitolato La bottega del barbiere 2 (Barbershop 2: Back in Business).

## Trama
Calvin Palmer Jr è il proprietario di un negozio di barbiere, nella zona sud di Chicago. Al negozio, gli affari non vanno molto bene, e vedendosi sommerso dai debiti, Calvin decide di vendere lo stesso ad un soggetto non troppo raccomandabile, Lester Wallace e la transazione sarà effettuata senza che i colleghi o la moglie Jennifer (che aspetta un bambino) ne siano a conoscenza. Calvin non aveva intenzione di lavorare tutta la vita per pagare i debiti, ma nell'accordo tra i due era stato chiaro nel volere che il locale continuasse ad essere un negozio di barbiere, accordo non rispettato da Lester Wallace, che lo vuole trasformare in uno strip club.
Il protagonista comincia a questo punto una lotta interiore che gli fa dubitare del suo gesto: si ricorda la storia del negozio, ereditato dal padre, avviato nel 1958 e resistito all'ondata di disordini che rasero al suolo tutta quella zona di Chicago, e capisce che deve riprenderlo. Nel frattempo, JD, cugino di Ricky, decide di rubare una macchina bancomat da un supermercato con la complicità di Billy, e per farlo distrugge il negozio.
Calvin vuole restituire il denaro a Lester Wallace e riprendersi il negozio, ma l'usuraio ne richiede indietro il doppio, costringendo Calvin a tenere i soldi. L'attività del negozio va avanti e le storie di Richy, Isaac, Terry, Dinka e Jimmy vengono raccontate, condite dall'umorismo di Eddie, il più anziano. La polizia riesce a risalire al numero di targa del furgone con cui è stata fatta la rapina, e per uno sfortunato caso il mezzo risulta intestato a Richy, visto che JD l'aveva preso in prestito, considerando che i due sono cugini.
Così, quando Calvin dice agli altri che il negozio sarà chiuso, la polizia fa irruzione nel negozio di barbiere e arresta Richy (alla sua terza condanna, che equivarrebbe a vent'anni di galera), così Calvin usa i soldi della vendita del negozio per pagare la cauzione e scarcerare il suo dipendente, sapendo che è innocente. I due si recano nel garage di pezzi rubati di Lester Wallace, per cercare ancora una volta di riprendere il negozio, ma vi incontrano JD e il suo complice che avevano portato la macchina bancomat lì per cercare di aprirla con un saldatore a ossigeno.
Calvin prima di entrare aveva chiamato la polizia, che arriva al momento giusto, dandogli la possibilità di riprendersi il negozio (il garage non era esattamente nella legalità, e avrebbe potuto denunciare Wallace) e arrestando JD e il suo complice. Calvin si accorge anche che per il ritrovamento della macchina bancomat è prevista una ricompensa di 50000 dollari. Il film si chiude sull'immagine di Jennifer che porta a Calvin il proprio bambino, e sul negozio che ritornato in attività ritorna ad essere un punto di riferimento di quella zona.